# アレクサンデル・ザワズキー (博物学者)

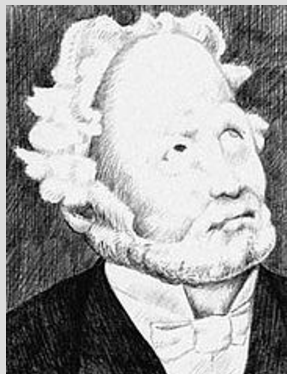
アレクサンデル・ザワズキー

アレクサンデル・ザワズキー（Aleksander Zawadzki、出生時の名Józef Antoni Zawadzki、1798年5月6日 - 1868年6月5日）は、ポーランドの博物学者である。現在のウクライナのガリツィア地域やリヴィウ近郊の植物や動物の研究を行った。ガリツィア東部の甲虫や鳥類の研究もした。

## 略歴
ポーランド南部のビェルスコ＝ビャワに生まれた。動物学者、ピエトルスキー（Stanisław Konstanty Pietruski）に動物学を学んだ。1835年から1837年の間、リヴィウ大学で植物学の講師を務めた後、1849年から1853年の間は物理学の教授を務めた。
「諸国民の春」といわれる民族独立運動の高まりがもたらした混乱から1854年にモラヴィア地方のブリュンに移り、没するまでブリュンで過ごした。ブリュンは遺伝学の法則を発見したグレゴール・ヨハン・メンデル（1822年-1884年）の住む町である。メンデルに遺伝学の研究のきっかけを与え、指導したのはザワズキーであるという研究がある。
キク科の種、Chrysanthemum zawadzkiiに献名されている。

## 著作
- Zawadzki, A. (1835) (Latin). Enumeratio plantarum Galiciae et Bucovinae. Oder die in Galizien und der Bukowina wildwachsenden Pflanzen mit genauer Angabe ihrer Standorte. Breslau: Korn. OCLC 56868672
- Zawadzki, A. (1840) (German). Fauna der galizisch-bukowinischen Wirbelthiere. Eine systematische Uebersicht der in diesen Provinzen mit vorkommenden Säugethiere, Vögel, Amphibien und Fische, mit Rücksicht auf ihre Lebensweise und Verbreitung. D. Fische. Pisces. Stuttgart: E. Schweizerbart Verlagshardlung. OCLC 61636191